# François Heutte
François Heutte (Chaumont-en-Vexin, 21 febbraio 1938) è un ex calciatore francese, di ruolo attaccante.
Con la Nazionale di calcio della Francia ha preso parte all'Europeo 1960, chiuso al quarto posto, di cui è stato il capocannoniere con 2 gol, a pari merito con i sovietici Valentin Ivanov e Viktor Ponedel'nik e gli jugoslavi Milan Galić e Dražan Jerković.